# Ctenomys budini
Ctenomys budini és una espècie de mamífer rosegador de la família dels ctenòmids. És endèmic del sud-est de la província de Jujuy (Argentina). Se sap molt poca cosa sobre el seu hàbitat i la seva història natural. Es desconeix si hi ha cap amenaça significativa per a la supervivència d'aquesta espècie.
El seu nom específic, budini, és en honor del col·leccionista i explorador suïssoargentí Emilio Budin, que envià molts espècimens a Oldfield Thomas.